# Björkvik (Värmdölandet)
Björkvik är en tidigare småort vid Älgöfjärden på den östra delen av Värmdölandet i Stockholms skärgård. Orten ligger i Värmdö kommun. I samband med tätortsavgränsningen 2015 kom Björkvik att inkluderas i den nya tätorten Älvsala.
Björkvik är även ett gårdsnamn, känt sedan 1500-talet. Under långa tider har nuvarande småortens areal, liksom öar som Fårholmen och Stora Älgö, tillhört gården.

## Historia
- 1580 nämns att Björkvik tillhör Väsby fjärding i Värmdö skeppslag.
- Gården förlänades 1638 till Axel Oxenstierna. Den reducerades 1683 men räntan (eller skatten) tillbyttes av Erik Lindschöld. Åkerarealen var då endast 2 ha. Hans änka förvärvade även äganderätten till jorden.
- Gården brändes av ryssarna år 1719.
- Från 1718 till 1804 hade Björkvik samma ägare som Brevik
- År 1895 köptes gården av bruksägaren Fredrik Vilhelm Tersmeden som uppförde en villa vid stranden.
- 1932 var åkerarealen 16 ha. [5]
- 1957 påbörjades avstyckning av fritidstomter.[6]

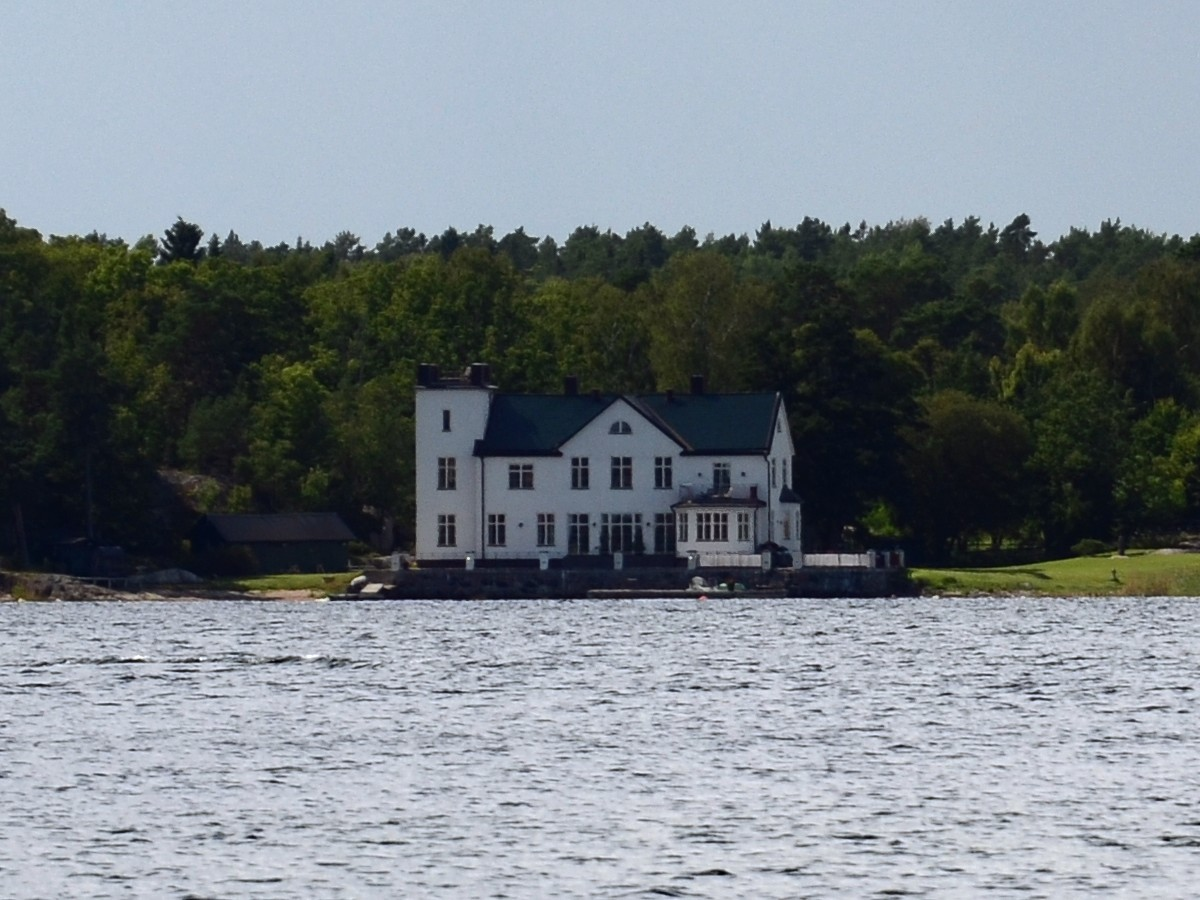
Björkviks gård, sedd från Älgöfjärden.

## Kommunikationer
Den enskilda Bullandövägen förbinder området med Fagerdala. Närmaste busshållplats är Björksalavägen. Där stannar SL-Buss 440.